# Arapiraca
Arapiraca este un oraș în unitatea federativă Alagoas (AL) din Brazilia.